# Katja Seizinger
Katja Seizinger, nemška alpska smučarka, * 10. maj 1972, Datteln.
Seizingerjeva je najuspešnejša nemška smučarka in ena najuspešnejših smučark vseh časov. Skupaj je zmagala na 36 tekmah Svetovnega pokala v smučanju. Poleg tega je osvojila tri zlate olimpijske medalje in dva naslova skupne zmagovalke svetovnega pokala in bila dvakrat svetovna prvakinja. Prav tako je bila trikrat (v letih 1994, 1996 in 1998) izbrana za nemško športnico leta. 